# 부천북초등학교
부천북초등학교는 대한민국 경기도 부천시 원미구 원미동에 있는 공립 초등학교이다.

## 학교 연혁
- 1924년 5월 1일 부천군 소사공립보통학교(4년제) 개교(심곡동 540번지)
- 1930년 4월 2일 6년제 연장 인가
- 1938년 1월 7일 현재 위치의 교사로 이전(원미동 118)
- 1938년 3월 19일 소사북공립보통학교로 교명 변경
- 1938년 4월 1일 소사북공립심상소학교로 개칭
- 1941년 4월 1일 소사북공립국민학교로 개칭
- 1945년 9월 24일 재개교, 제1대 최윤수 교장 취임
- 1950년 6월 1일 소사북국민학교로 교명 변경
- 1968년 7월 1일 부천서국민학교 분리
- 1974년 3월 8일 부천북국민학교로 교명 변경
- 1975년 3월 1일 특수학급 개설 운영(1학급)
- 1977년 9월 1일 심곡국민학교 분리
- 1980년 3월 1일 재택순회학급 개설 운영
- 1981년 3월 2일 부일국민학교 분리
- 1984년 3월 1일 원미국민학교 분리
- 1985년 9월 1일 병설유치원 인가 개원(1학급)
- 1996년 3월 1일 부천북초등학교로 개칭
- 2009년 9월 30일 다목적 체육관 준공
- 2015년 9월 1일 제25대 김미숙 교장 취임
- 2016년 2월 19일 제88회 졸업식(184명), 총 28,017명
- 2017년 1월 5일 제89회 졸업 158명(졸업생 총 28,175명)
- 2017년 3월 1일 34학급 편성(도움반 2학급, 병설유치원 3학급)
- 2017년 9월 1일 제26대 한영수 교장 취임

## 참고 자료
- 디지털부천문화대전[깨진 링크(과거 내용 찾기)]
- 부천북초등학교 - 한국교육학술정보원 학교알리미